# Comunità francese
La Comunità francese  (francese: Communauté française) fu un'entità politica che sostituì nel 1958 l'Unione francese, nella quale si era trasformato l'impero coloniale francese a seguito della seconda guerra mondiale.
La comunità venne inclusa nella costituzione francese del 1958. I territori membri, formalmente colonie francesi, ottennero una sostanziale autonomia, mentre lo stato francese controllava la moneta, la difesa, gli affari esteri e la strategia di sicurezza. Fu l'ultimo tentativo di tenere unito quel che rimaneva dell'impero coloniale francese.
Quando la Comunità venne istituita, il politico francese Charles de Gaulle specificò che tutte le nazioni che ne facevano parte avrebbero potuto scegliere l'indipendenza. Eccetto la Guinea, che deliberò con un referendum nel 1958 di non aderire, tutti i territori francesi in Africa scelsero di aderire. Tutti ottennero l'indipendenza nel 1960.

## Composizione
La Comunità comprendeva :
La Repubblica francese, composta a sua volta da
- Francia metropolitana
- Dipartimenti francesi d'Algeria e del Sahara: Algeria francese (indipendente dal 1962)
- Dipartimenti d'oltremare:
  - Guadalupa
  - Martinica
  - La Riunione
  - Guyana francese
- Territori d'oltremare:
  - Costa francese dei Somali (indipendente dal 1977)
  - Territorio delle Comore (indipendente dal 1975, esclusa Mayotte)
  - Nuova Caledonia
  - Insediamenti francesi d’Oceania (Polinesia Francese e Wallis e Futuna)
  - Saint-Pierre e Miquelon
  - Terre australi e antartiche francesi

Gli Stati membri della Comunità
Tutti gli stati seguenti vi aderirono nel 1958 e divennero indipendenti nel 1960
- Alto Volta (dal 1984 Burkina Faso)
- Centrafrica
- Ciad
- Congo francese
- Costa d'Avorio
- Dahomey (dal 1975 Benin)
- Gabon
- Madagascar
- Mauritania
- Niger
- Senegal (inizialmente indipendente insieme al Sudan francese nella Federazione del Mali)
- Sudan francese (inizialmente indipendente insieme al Senegal nella Federazione del Mali)

Territori non ricompresi nella Comunità
- I vecchi Stati associati, membri dell'Unione francese, non furono membri della Comunità, perché ottennero l'indipendenza prima della sua istituzione.
- I vecchi Territori associati, membri dell'Unione francese, non furono membri della Comunità, ma ottennero comunque l'indipendenza nel 1960.
- Il territorio d'oltremare della Guinea, membro dell'Unione francese, che con il referendum del 1958, decise di non entrare nella Comunità.
- Il condominio franco-britannico delle Nuove Ebridi, non membro dell'Unione francese, non fu membro nemmeno della Comunità.

## Dissoluzione
Ufficialmente la Comunità francese durò fino al 1995.

In realtà quasi tutti i paesi ottennero l'indipendenza nel 1960, e già nel 1961, si constatò che le disposizioni costituzionali relative alla Comunità erano sostanzialmente decadute; comunque fu con una modifica costituzionale del 1995 che le disposizioni relative furono ufficialmente abrogate.

Dopo il 1960, l'Algeria francese (1962), le Comore (1975), Gibuti (1977) e le Nuove Ebridi (1980) hanno ottenuto l'indipendenza.